# Premio Jnanpith
Il Premio Jnanpith è un riconoscimento letterario indiano attribuito ad autori di lingua indiana per il loro contributo eccezionale alla letteratura.
Istituito nel 1961 dalla famiglia Sahu Jain proprietaria del Times Group, è considerato il più importante premio letterario indiano.
Amministrato e organizzato dall'organizzazione letteraria e di ricerca "Bharatiya Jnanpith", è destinato a tutti gli autori che scrivono nelle 22 lingue ufficiali come sancito dall'Ottavo programma alla Costituzione dell'India.

## Albo d'oro
- Anno: Nome - Opera - Lingua
- 1965: G. Sankara Kurup – Odakkuzhal – Malayalam
- 1966: Tarashankar Bandyopadhyay – Ganadevta – Bengalese
- 1967: Kuvempu – Sri Ramayana Darshanam – Kannada
- 1967: Umashankar Joshi – Nishitha – Gujarati
- 1968: Sumitranandan Pant – Chidambara – Hindi
- 1969: Firaq Gorakhpuri – Gul-e-Naghma – Urdu
- 1970: Viswanatha Satyanarayana – Ramayana Kalpavrikshamu – Telugu
- 1971: Bishnu De – Smriti Satta Bhavishyat – Bengalese
- 1972: Ramdhari Singh Dinkar – Urvashi – Hindi
- 1973: Dattatreya Ramachandaran Bendre – Nakutanti – Kannada
- 1973: Gopinath Mohanty – Mattimatal – Oriya
- 1974: Vishnu Sakaram Khandekar – Yayati – Marathi
- 1975: P. V. Akilandam – Chitttrappavai – Tamil
- 1976: Asha Purna Devi – Pratham Pratisruti – Bengalese
- 1977: K. Shivaram Karanth – Mukkajjiya Kanasugalu – Kannada
- 1978: S. H. V. Ajneya – Kitni Navon Men Kitni Bar – Hindi
- 1979: Birendra Kumar Bhattacharya – Mrityunjay – Assamese
- 1980: S. K. Pottekkatt – Oru Desattinte Katha – Malayalam
- 1981: Amrita Pritam – Kagaj te Canvas – Panjabi
- 1982: Mahadevi Varma – Hindi
- 1983: Masti Venkatesh Ayengar – Kannada
- 1984: T. Sivasankara Pillai – Malayalam
- 1985: Pannalal Patel – Gujarati
- 1986: Sachidanand Rout Roy – Oriya
- 1987: Vishnu Vaman Shirwadkar Kusumagraj – Marathi
- 1988: C. Narayana Reddy – Telugu
- 1989: Qurratulain Hyder – Urdu
- 1990: V. K. Gokak – Kannada
- 1991: Subash Mukhopadhyay – Bengalese
- 1992: Naresh Mehta – Hindi
- 1993: Sitakant Mahapatra – Oriya
- 1994: U. R. Ananthamurthy – Kannada
- 1995: M. T. Vasudevan Nair – Malayalam
- 1996: Mahasweta Devi – Bengalese
- 1997: Ali Sardar Jafri – Urdu
- 1998: Girish Karnad – Kannada
- 1999: Nirmal Verma – Hindi
- 1999: Gurdial Singh – Panjabi
- 2000: Indira Goswami – Assamese
- 2001: Rajendra Keshavlal Shah – Gujarati
- 2002: Jayakanthan – Tamil
- 2003: Vinda Karandikar – Marathi
- 2004: Rahman Rahi – Kashmiri
- 2005: Kunwar Narayan – Hindi
- 2006: Ravindra Kelekar – Konkani
- 2006: Satya Vrat Shastri – Sanscrito
- 2007: O. N. V. Kurup – Malayalam
- 2008: Akhlaq Mohammed Khan – Urdu
- 2009: Amar Kant e Shrilal Shukla – Hindi
- 2010: Chandrashekhara Kambar – Kannada
- 2011: Pratibha Ray – Oriya
- 2012: Ravuri Bharadhwaja – Telugu
- 2013: Kedarnath Singh – Hindi
- 2014: Bhalchandra Nemade – Marathi
- 2015: Raghuveer Chaudhari – Gujarati
- 2016: Shankha Ghosh – Bengalese
- 2017: Krishna Sobti – Hindi
- 2018: Amitav Ghosh[7] – Inglese
- 2019: Akkitham Achuthan Namboothiri[8] - Malayalam
- 2020: Non assegnato
- 2021: Nilmani Phookan Jr – Assamese
- 2022: Damodar Mauzo[9] - Konkani
- 2023: Gulzar - Urdu ex aequo Rambhadracharya - Sanscrito[10]